# Sainiana Tukana
Sainiana Tukana później Rokolewetini (ur. 25 maja 1962 w Nalukobono) – fidżyjska lekkoatletka specjalizująca się w wieloboju, biegach płotkarskich, sztafecie i skoku w dal, olimpijka. 
Wielokrotna medalistka Igrzysk Południowego Pacyfiku, w 1979 zdobyła srebrny medal w sztafecie 4 × 100 metrów (z czasem 49,35), a w 1987 złoto w siedmioboju (4822), srebro w biegu na 400 metrów przez płotki (61,90) i brąz w biegu na 100 metrów przez płotki (15,15).
Zdobywała medale także na Miniigrzyskach Południowego Pacyfiku, w 1981 złoto w sztafecie 4 × 100 metrów, srebro w biegu na 100 m przez płotki i brąz w skoku w dal oraz sztafecie 4 × 400 metrów. W 1989 zdobyła srebro w siedmioboju i dwukrotnie brąz – w biegach na 100 i 400 metrów przez płotki.
W 1988 reprezentowała swój kraj na igrzyskach w Seulu, startowała w biegu na 100 metrów przez płotki (odpadła w eliminacjach) i siedmioboju (nie ukończyła). 

## Rekordy życiowe
| Dystans                         | Wynik  | Miejsce | Data            |
| ------------------------------- | ------ | ------- | --------------- |
| bieg na 400 metrów przez płotki | 1:01,9 | Numea   | 16 grudnia 1987 |
| siedmiobój                      | 4822   | Numea   | 18 grudnia 1987 |